# Gaten Matarazzo
Gaetano John “Gaten” Matarazzo (New London, Connecticut, 2002. szeptember 8. –) amerikai gyerekszínész és énekes.
Karrierje a Broadwayen kezdődött, a Priscilla, a sivatag királynőjének kalandjai című musical-ben Benjamin-t alakította, míg  A nyomorultak című musicalben Gavroche karakterét alakította. Legismertebb filmes szerepe Dustin Henderson a 2016-ban a Netflixen indult Stranger Things című sci-fi és drámasorozatban.

## Élete és pályafutása
2002. szeptember 8-án született az amerikai New London városban Heather Matarazzo és Gaten Matarazzo gyermekeként. Van két testvére, Sabrina és Carmen.
Karrierjét 2011-ben a Broadwayen kezdte, ahol olyan darabokban játszott, mint a Nyomorultak és a Priscilla, Queen of the Desert: The Musical.
2015-ben egy részben feltűnt a Feketelista című sorozatban, mint Finn. 2016-ban kapta meg az áttörést meghozó szerepét a Netflix Stranger Things című sorozatában, ahol Dustin Henderson karakterét alakítja.

## Filmográfia

### Film
| Év   | Magyar cím              | Eredeti cím             | Szerep           | Magyar hang     |
| ---- | ----------------------- | ----------------------- | ---------------- | --------------- |
| 2019 | Angry Birds 2. – A film | The Angry Birds Movie 2 | Bubba (hang)     | Hagen Péter     |
| 2022 | Apám sárkánya           | My Father's Dragon      | A sárkány (hang) | Kálmán Barnabás |
| 2022 |                         | Honor Society           | Michael          |                 |

### Televízió
| Év    | Magyar cím      | Eredeti cím              | Szerep                | Megjegyzések                                                                 |
| ----- | --------------- | ------------------------ | --------------------- | ---------------------------------------------------------------------------- |
| 2015  | Feketelista     | The Blacklist            | Finn                  | Epizód: "The Kenyon Family (No. 71)"                                         |
| 2016- | Stranger Things | Stranger Things          | Dustin Henderson      | Főszerep magyar hang: Kálmán Barnabás                                        |
| 2017  |                 | Ridiculousness           | Önmaga                | Epizód: "Scarediculousness"                                                  |
| 2017  | Playback párbaj | Lip Sync Battle          | Önmaga                | Epizód: "The Cast of Stranger Things"                                        |
| 2018  |                 | Drop the Mic             | Önmaga                | Epizód: "Darren Criss vs. Gaten Matarazzo / Chandler Riggs vs. Chad Coleman" |
| 2019  | Nagy átverések  | Prank Encounters         | Önmaga                | Műsorvezető és vezető producer (8 epizód)                                    |
| 2021  | A filter mögött | Nickelodeon's Unfiltered | Önmaga                | Epizód: "Be My Valentine" magyar hang: Berkes Bence                          |
| 2021  |                 | Waffles and Mochi        | Casey the Electrician | Epizód: "Mushroom"                                                           |

### Videóklippek
| Év   | Cím                                         | Előadó                                   |
| ---- | ------------------------------------------- | ---------------------------------------- |
| 2017 | "Swish Swish"                               | Katy Perry (feat. Nicki Minaj)           |
| 2017 | "Lost Boys Life"                            | "Computer Games" (Darren és Chuck Criss) |
| 2017 | "Jimmy Fallon's Golden Globes 2017 Opening" | Jimmy Fallon                             |
| 2020 | "Meet Me On The Roof"                       | Green Day                                |

### Színpad
| Év      | Cím                            | Szerep                   | Helyszín                       | Megjegyzések       |
| ------- | ------------------------------ | ------------------------ | ------------------------------ | ------------------ |
| 2011–12 | Priscilla, Queen of the Desert | Benjamin                 | Palace Theatre                 | Broadway           |
| 2012    | Godspell                       | Jézus                    | Circle in the Square Theatre   | Különleges előadás |
| 2013–   | Les Misérables                 | Gavroche                 | 25. évfordulós turné           | Amerikai turné     |
| 2014–15 | Les Misérables                 | Gavroche / Petit Gervais | Imperial Theatre               | Broadway           |
| 2018    | Cinderella                     | Jean-Michael             | Pinelands Regional High School |                    |
| 2019    | Into the Woods                 | Jack                     | Hollywood Bowl                 | Los Angeles        |
| 2022    | Dear Evan Hansen               | Jared Kleinman           | Music Box Theatre              | Broadway           |

## Díjak és jelölések
| Év   | Díj                     | Kategória                                                                             | Jelölés tárgya  | Eredmény | Forr.  |
| ---- | ----------------------- | ------------------------------------------------------------------------------------- | --------------- | -------- | ------ |
| 2017 | Young Artist Award      | Legjobb alakítás TV Sorozatban                                                        | Stranger Things | Jelölve  | [ 3 ]  |
| 2017 | Screen Actors Guild-díj | Legjobb szereplőgárda (drámasorozat)                                                  | Stranger Things | Elnyerte | [ 4 ]  |
| 2017 | Shorty Awards           | Shorty Awards - Színész kategóriában                                                  | Stranger Things | Elnyerte | [ 5 ]  |
| 2018 | Screen Actors Guild-díj | Legjobb szereplőgárda (drámasorozat)                                                  | Stranger Things | Jelölve  | [ 6 ]  |
| 2018 | MTV Movie Awards        | Legjobb csapat Megosztva: Finn Wolfhard, Caleb McLaughlin, Noah Schnapp és Sadie Sink | Stranger Things | Jelölve  | [ 7 ]  |
| 2019 | Teen Choice Awards      | Legjobb TV színész                                                                    | Stranger Things | Jelölve  | [ 8 ]  |
| 2020 | Screen Actors Guild-díj | Legjobb szereplőgárda (drámasorozat)                                                  | Stranger Things | Jelölve  | [ 9 ]  |
| 2022 | Szaturnusz-díj          | Legjobb fiatal színész (Streaming)                                                    | Stranger Things | Függőben | [ 10 ] |

## Fordítás
- Ez a szócikk részben vagy egészben  a   Gaten Matarazzo című angol Wikipédia-szócikk fordításán alapul.  Az eredeti cikk szerkesztőit annak laptörténete sorolja fel. Ez a jelzés csupán a megfogalmazás eredetét és a szerzői jogokat jelzi, nem szolgál a cikkben szereplő információk forrásmegjelöléseként.